# Stress (rapper)
Stress, pseudonimo di Andres Andrekson (Tallinn, 25 luglio 1977), è un rapper estone naturalizzato svizzero.

## Biografia
Nel 2003 pubblica il suo primo album solista, Billy Bear, che vende oltre 17 000 copie.
Il 14 febbraio 2005 esce nei negozi il CD 25.07.03, che si piazza direttamente al terzo posto della hit parade della Svizzera. In totale vengono vendute oltre 40 000 copie, che valgono a Stress un doppio disco d'oro. L'album viene ripubblicato il 2 dicembre dello stesso anno in "Gold Edition", con un DVD bonus. La tournée prevista inizialmente della durata di 2 mesi viene ampliata a 10 mesi, durante i quali viene attraversata interamente la Svizzera.
Il 16 febbraio 2007 viene pubblicato il terzo album Renaissance, che debutta direttamente al primo posto della hit parade svizzera, ottenendo in meno di due mesi il primo disco di platino con 30 000 copie, che successivamente diventano 70.000. L'album si piazza al settimo posto nella classifica di vendita degli album del 2007.
Nel 2008 Stress si sposa con la modella svizzera Melanie Winiger, da cui si è separato nel 2011.

## Discografia

### Album
- Billy Bear (2003)
- 25.07.03 (2005)
- Renaissance (2007)
- Renaissance 2 (2011)
- Noël's Rooms (2012)
- Golden Greats (2013)
- Stress (2014)

## Singoli
- Billy Bear (lalala) (2003)
- Tu me manques (2003)
- Tout l'amour (2003)
- Des fois (2005)
- Ténèbres (2005)
- Libéré (2005)
- Avenues (2006)
- Mais où? (2007)
- On n'a qu'une terre (2007)
- Elle et moi (2007)
- C'est réel (2010)
- Elle (2011)